# الوداعين (الأفلاج)
الوداعين، هي قرية من فئة (ب) تقع في محافظة الأفلاج[ ؟ ]، والتابعة لمنطقة الرياض في السعودية. وتبعد الوداعين عن محافظة الأفلاج بمسافة تقارب () كم.